# Jean Vilar
Pour les articles homonymes, voir Vilar.
Ne doit pas être confondu avec Jean Villard ou Jean Villard (homme politique).
Jean Vilar, né le 25 mars 1912 à Sète et mort le 28 mai 1971 dans la même ville, est un comédien de théâtre et de cinéma, metteur en scène, directeur de théâtre et auteur français.
Créateur en 1947 du Festival d'Avignon qu'il dirige jusqu'à sa mort et directeur du Théâtre national populaire (TNP) de 1951 à 1963, il incarne une époque de l'histoire culturelle de la France de l'après-guerre.
Le TNP, lieu de formation de nombreux comédiens (dont Georges Wilson, Philippe Noiret, Jeanne Moreau, Silvia Monfort), est à son apogée dans les années 1950 lorsque son comédien le plus en vue est Gérard Philipe (1922-1959), qui incarne, sous la direction de Jean Vilar, le Cid, Ruy Blas ou le prince de Hombourg.

## Biographie

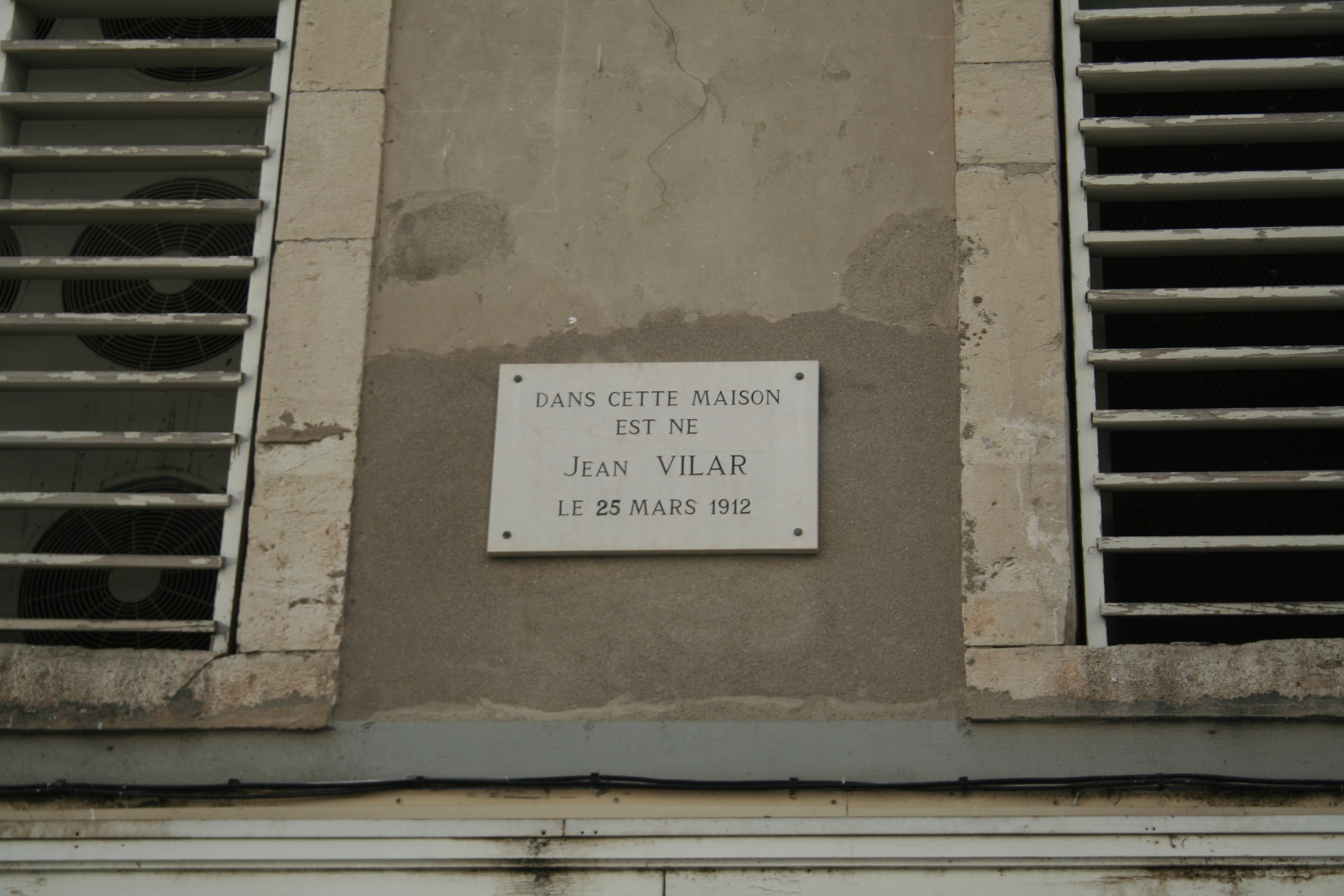
Plaque sur la maison natale de Jean Vilar à Sète.

### Origines familiales et formation
Jean Louis Côme Vilar est né le 25 mars 1912 à Sète où ses parents, modestes commerçants, tenaient une boutique de mercerie-bonneterie fondée par Côme Vilar, son grand-père, d'origine catalane.
Son père, Étienne Vilar, affiche des opinions républicaines et laïques, voire socialistes. Il lui fait étudier le grec et le latin, pratiquer une heure de violon quotidienne et lui fait découvrir les classiques de la littérature au travers des éditions populaires de l’époque.
Après des études secondaires sans relief, il est reçu au baccalauréat et quitte Sète pour Paris afin de faire des études de lettres à la faculté des lettres de Paris ; il occupe aussi un emploi de surveillant au collège Sainte-Barbe.

### Entrée dans le monde du théâtre et services militaires (1937-1940)
En 1933, à vingt et un ans, il assiste par hasard  à une représentation de Richard III de Shakespeare par Charles Dullin au Théâtre de l'Atelier et trouve alors sa véritable vocation. Il commence à suivre les cours de Charles Dullin, puis quitte le collège Sainte Barbe, et vit quatre ans au Théâtre de l'Atelier où il apprend le métier et devient second régisseur.
Sa première apparition sur scène a lieu en 1935, dans la figuration du Faiseur de Balzac au Théâtre de l'Atelier
.
Il fait son service militaire à Hyères en 1937. Il est rappelé sous les drapeaux en mars 1939, au moment où Hitler occupe la Tchécoslovaquie, contrairement aux engagements des accords de Munich de 1938. En septembre 1939, après l'invasion de la Pologne, la France déclare la guerre à l'Allemagne. C'est le début de la Seconde Guerre mondiale, d'abord sous la forme de la drôle de guerre. Jean Vilar est réformé pour raisons de santé en mars 1940, avant le déclenchement de l'offensive allemande de mai 1940, qui aboutit à l'écrasement de l'armée française en juin.

### Chez les Comédiens de la Roulotte (1941-1942)
En février 1941, André Clavé, créateur et directeur de la compagnie des Comédiens de La Roulotte depuis 1936, engage Jean Vilar, qui accepte d'y venir, « simplement en tant qu'auteur »,,, rejoint rapidement par Hélène Gerber, tous deux élèves de Charles Dullin. Alors que Geneviève Wronecki-Kellershohn, Jean Desailly, et François Darbon y jouaient déjà, et qu'en octobre 1940, Clavé, avait été engagé par Pierre Schaeffer pour s'occuper des Maîtrises de Jeune France,,, pour la zone occupée, la troupe peut préparer des tournées théâtrales, avec quelques financements.
André Clavé propose à Pierre Schaeffer d'engager certains comédiens de La Roulotte, pour des tâches diverses. Vilar, est engagé en tant que lecteur, adaptateur et auteur, Geneviève Wronecki comme assistante de la direction.
Durant l'été 1941, les Comédiens de La Roulotte partent dans l'ouest de la France (Maine-et-Loire, Sarthe et Mayenne).
Clavé réussit à faire monter sur les planches Jean Vilar, pour la toute première fois, pour remplacer un comédien dans le rôle de Monsieur de Sottenville, dans George Dandin de Molière. « Il avait été d'une énorme drôlerie, mais cela n'avait pas réussi à le décider » à poursuivre, dit Clavé. « Pour arriver à (ses) fins, » il lui commande une pièce, à condition qu'il la joue et la mette en scène : La Farce des filles à Marier. « Ce fut un triomphe » écrit Clavé dans son hommage à Vilar, après sa mort, en 1971. Ainsi c'est durant ces tournées, jusqu'en octobre 1942, que Vilar découvre le plaisir de jouer devant des publics populaires. Après La Farce des filles à marier il écrit Dans le plus beau pays du monde.

### Débuts comme directeur de compagnie (1942-1947)
1942 marque la création de sa propre compagnie, la Compagnie des Sept. Sa première mise en scène est La Danse de mort d'August Strindberg. En 1943, il monte Orage, aussi de Strindberg, au Théâtre de Poche à Montparnasse, et Césaire de Jean Schlumberger. En 1945, sa mise en scène et son interprétation de Meurtre dans la cathédrale de T. S. Eliot au Théâtre du Vieux-Colombier remportent un immense succès 150 représentations).
En 1946, André Barsacq le met en scène au Théâtre de l'Atelier dans Roméo et Jeannette d'Anouilh avec Maria Casarès et Michel Bouquet, et dans Henri IV de Luigi Pirandello.

### 1947-1971: le festival d'Avignon et le TNP
En 1947, le poète René Char et Christian Zervos, éditeur des Cahiers d’art, préparant une exposition de peinture contemporaine pour septembre dans le Palais des papes d'Avignon, lui demandent de jouer Meurtre dans la cathédrale dans la Cour d'honneur, mais il préfère présenter à la municipalité (communiste) d’Avignon un projet de renouveau du théâtre populaire, en contact direct avec le public, en mettant en scène trois créations dramatiques : Richard II de Shakespeare, Tobie et Sara de Paul Claudel et La Terrasse de midi de Maurice Clavel dans trois lieux différents, la cour d'honneur du palais des papes, le verger d'Urbain V et le théâtre municipal. Ces trois créations réunissent un peu plus de 4 000 spectateurs. Cette « semaine d’art dramatique » devient l'année suivante un « festival » que Jean Vilar va diriger jusqu'à sa mort en 1971.
Vilar définit son théâtre populaire en trois points : un prix très peu élevé des places ; un choix d’œuvres classiques ou contemporaines « appartenant au répertoire le plus haut, voire le plus difficile », et le recours aux meilleurs interprètes, débutants ou confirmés : Gérard Philipe, Maria Casarès, Jeanne Moreau, Michel Bouquet, Alain Cuny, Philippe Noiret…, avec la musique de Maurice Jarre, les lumières de Pierre Saveron, la scénographie et les costumes de Léon Gischia .
Cette orientation et le succès immense rencontré par les productions de Vilar à Avignon, notamment Le Cid, incitent Jeanne Laurent, alors sous-directrice des spectacles et de la musique à la direction des arts et des lettres, à le nommer directeur du théâtre national de Chaillot en août 1951 ; Vilar rend au lieu son nom d'origine, Théâtre national populaire - TNP, créé par Firmin Gémier en 1920. Le palais de Chaillot étant indisponible (occupé par l’ONU jusqu’en 1952), Vilar emmène le TNP dans les banlieues parisiennes. Il assure ainsi les premières représentations du Cid avec Gérard Philipe et crée Mère Courage lors des week-ends de Suresnes au centre Albert-Thomas, où il délocalise le Théâtre national populaire dans les années 1950 afin de créer des « bastions dramatiques » en banlieue parisienne.
En avril 1952, la première représentation du TNP à Chaillot, avec L'Avare, inaugure une impressionnante série de créations : en 12 ans, le palais de Chaillot enregistrera 5 193 895 entrées (dont 486 000 la dernière année), soit en moyenne 2 336 spectateurs par représentation, et plus de 30 pays étrangers visités.
En novembre 1959, Vilar ouvre une seconde salle pour le TNP, le Théâtre Récamier, réservé aux auteurs contemporains. Malgré les œuvres d’Armand Gatti, René de Obaldia, Boris Vian, Robert Pinget et Samuel Beckett, il ne rencontre pas le succès escompté et renonce à cette expérience.
En 1960, dans le contexte de la guerre d’Algérie, Vilar monte Antigone de Sophocle, et La Résistible Ascension d'Arturo Ui de Bertolt Brecht, qui ont un retentissement considérable.
En 1963, face au refus du gouvernement de renégocier le contrat du TNP, Vilar ne demande pas le renouvellement du contrat qui le lie à l’État. Il poursuit l’aventure d’Avignon et signe des mises en scène lyriques (Venise, Milan) ou théâtrales (à l’Athénée avec Le Dossier Oppenheimer). Georges Wilson lui succède à la direction du TNP.
Les premières Rencontres d'Avignon ont lieu en 1964 : regroupant intellectuels, hommes politiques et artistes, elles contribuent à transformer le festival en laboratoire des politiques culturelles.

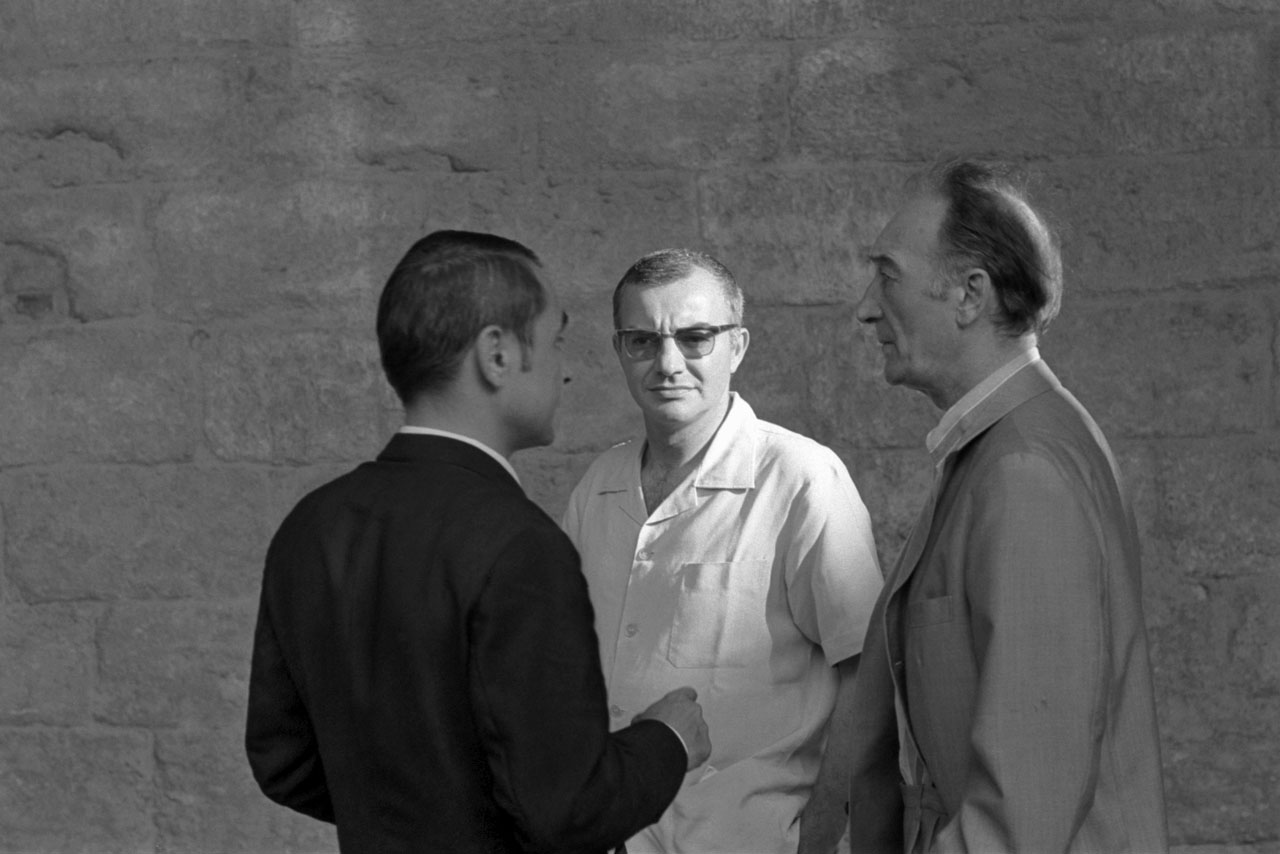
Jean Vilar (à droite) au festival d'Avignon 1967 en compagnie d'Antoine Bourseiller (à gauche) et de François Billetdoux.

En 1966, le festival ouvre de nouveaux lieux de représentation et s’élargit à d’autres disciplines, particulièrement la danse avec Maurice Béjart.
Le cinéma fait son entrée dans la cour d’honneur d’Avignon en 1967, avec l’avant-première de La Chinoise de Jean-Luc Godard. André Malraux missionne d’autre part Jean Vilar sur la réorganisation de l’Opéra.

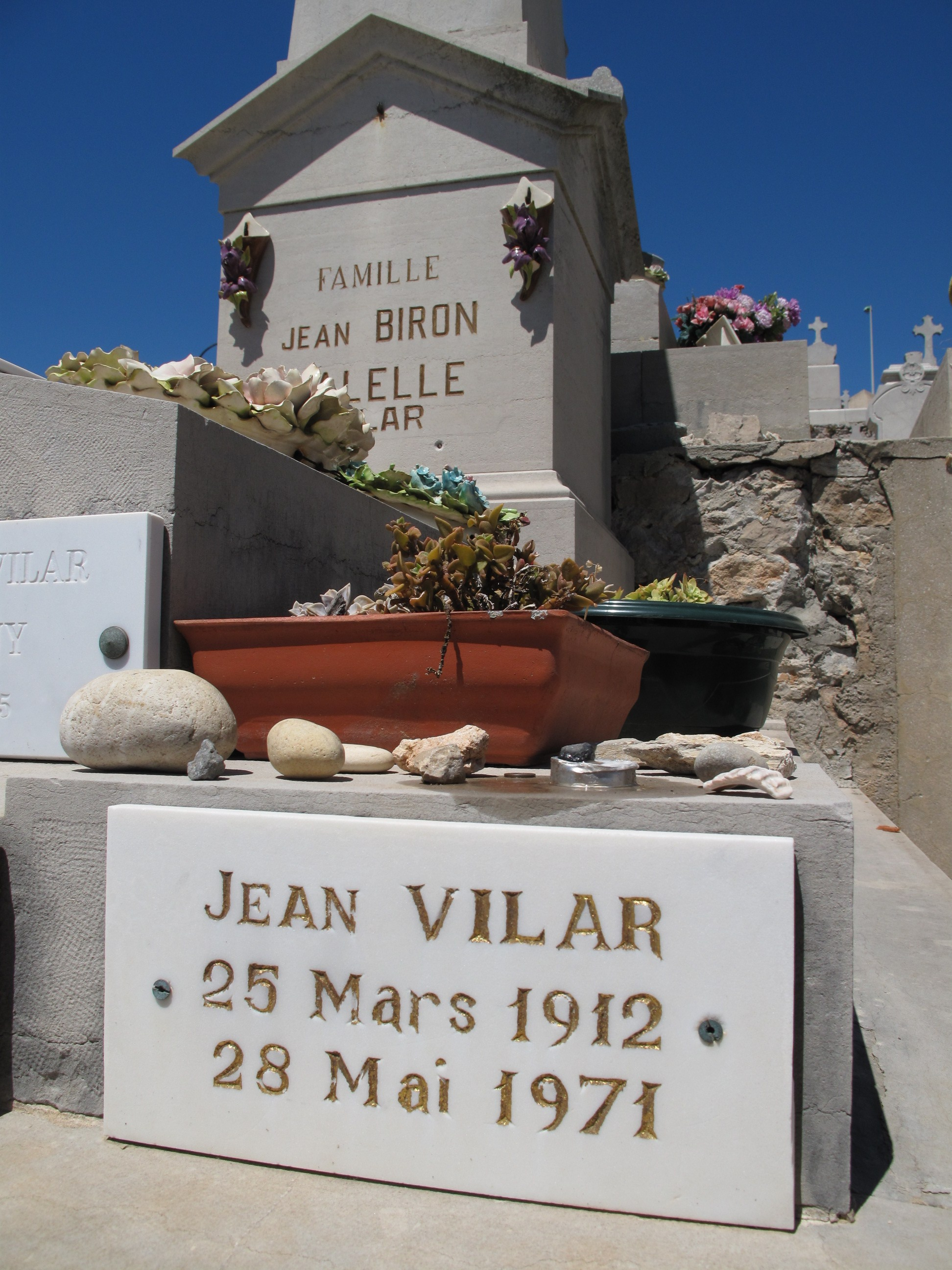
Tombe au cimetière marin de Sète.

À la suite du discours du général de Gaulle du 30 mai 1968, Jean Vilar refuse de servir le gouvernement avec lequel il est en profond désaccord. En juillet, « les enragés de l’Odéon » descendus de Paris et le Living Theatre de Julian Beck cherchent à ébranler le festival. Les insultes « Vilar, Béjart, Salazar ! » résonnent dans Avignon. Vilar résiste, mais restera très affecté par ces attaques (infarctus à l'automne).
De 1969 à 1971, il continue de diriger le festival d'Avignon tout en poursuivant ses innombrables activités, et ses fréquents voyages (U.R.S.S. et Amérique du Sud). Il rédige Chronique romanesque, qui sort en librairie un mois après sa mort survenue, le 28 mai 1971, d'un second infarctus dans sa maison de Sète, Midi le Juste.
Il est inhumé au cimetière marin de Sète.

## Après sa mort: hommages et analyse de ses contributions

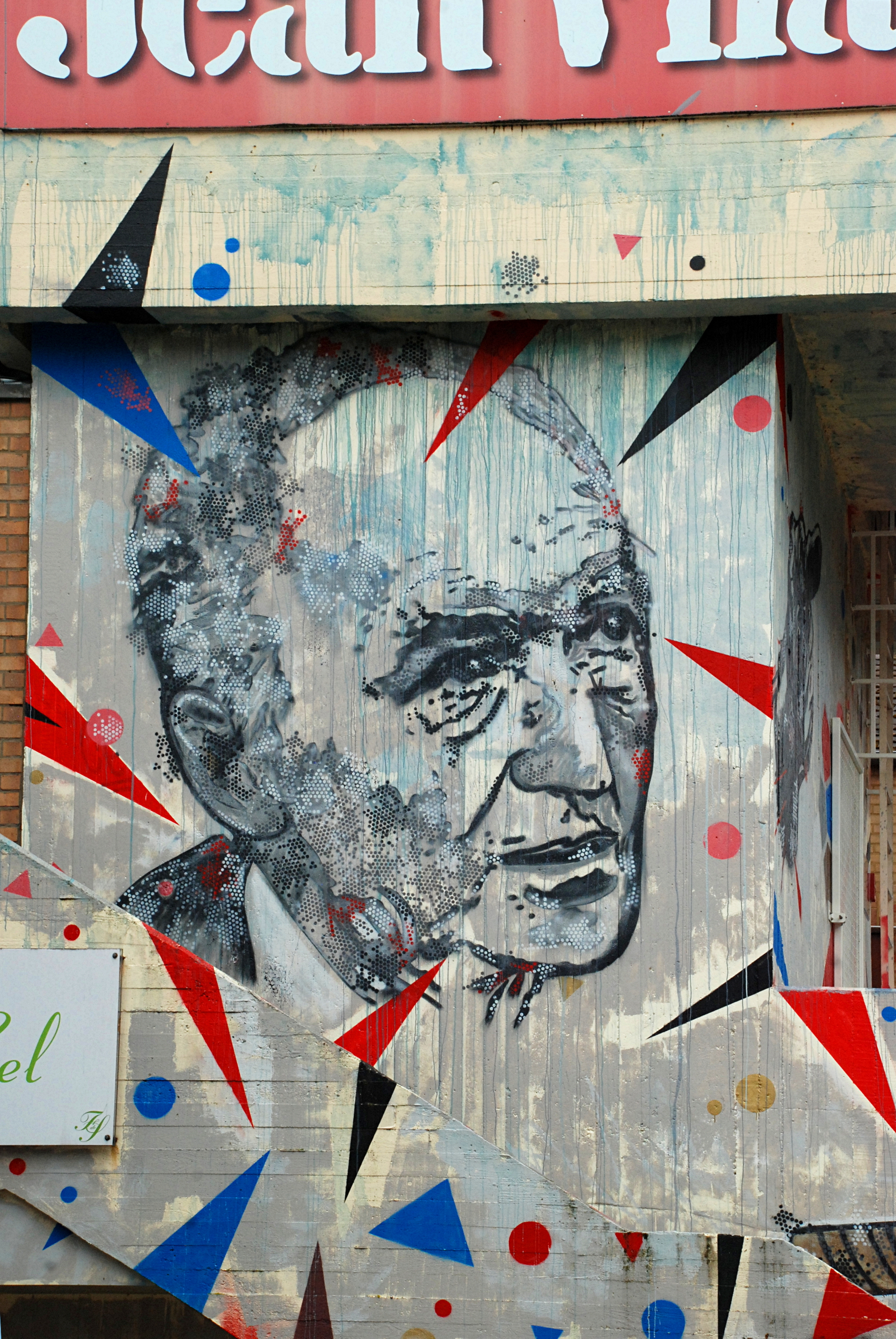
Portrait sur le Théâtre Jean Vilar de Louvain-la-Neuve.

Depuis, plusieurs dizaines de bâtiments et de lieux publics portent son nom dont le théâtre Jean-Vilar de Suresnes, berceau du TNP, dans les Hauts-de-Seine, les théâtres Jean-Vilar de Vitry-sur-Seine, ouvert en 1972, et d'Arcueil (Val-de-Marne), le centre culturel Jean-Vilar de Marly-le-Roi, le Théâtre Jean-Vilar de Montpellier, le Théâtre de la Mer à Sète et de nombreux établissements scolaires à travers toute la France.

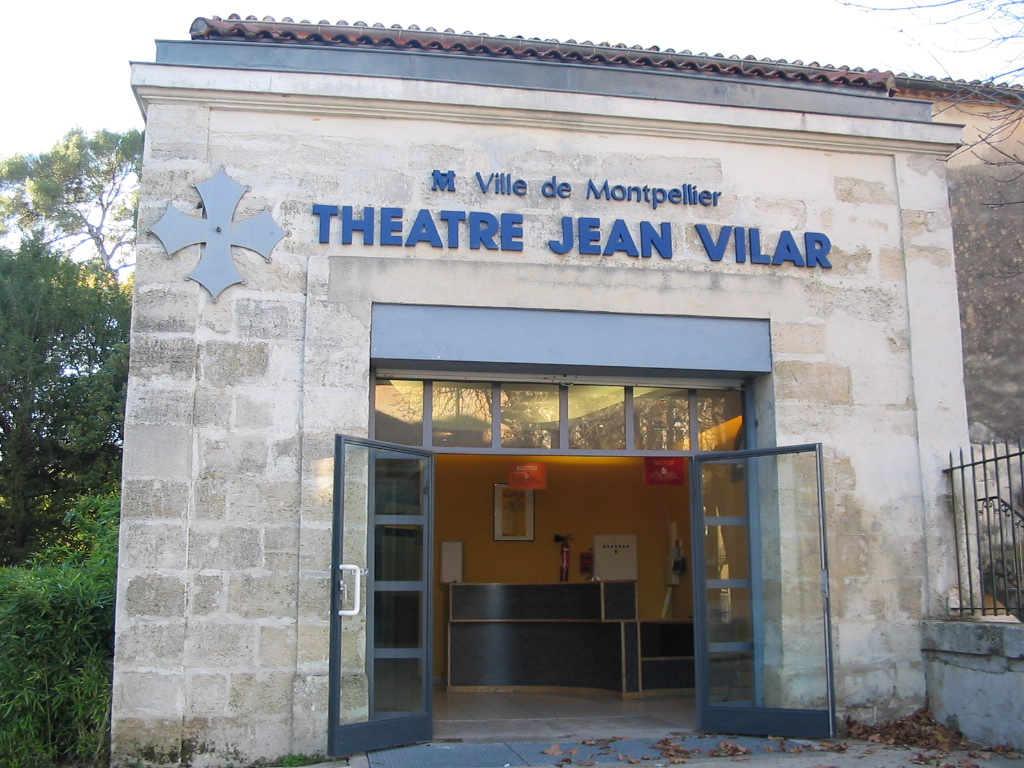
Théâtre Jean-Vilar à Montpellier.

À Avignon, la Maison Jean-Vilar rassemble ses archives personnelles, les maquettes et les costumes des spectacles qu’il a créés à Avignon à partir de 1947 et au Théâtre national populaire (1951-1963). Cette collection est complétée par un fonds exceptionnel (livres, revues, vidéos, affiches, presse, photos, programmes…), consacré à l’histoire du Festival d'Avignon depuis 1947 jusqu’à aujourd’hui, et plus largement aux arts du spectacle.
En 1975, Armand Delcampe fonde l’Atelier-Théâtre Jean-Vilar de Louvain-la-Neuve en sa mémoire.
Outre des études et des monographies, l’Association Jean Vilar publie la revue les Cahiers Jean Vilar. Cette revue lancée en 1982 par Paul Puaux et son épouse Melly est éditée sous forme de feuillet. Elle analyse la place du théâtre dans la société, et l'enjeu des politiques culturelles. Anciennement les Cahiers de la Maison Jean Vilar, la revue a changé de nom en 2011.
Le logo du « Jean Vilar » est décliné sur l'alphabet Chaillot de Marcel Jacno, comme celui du TNP.

## Filmographie
- 1946 : Les Portes de la nuit de Marcel Carné
- 1947 : Carrefour du crime de Jean Sacha
- 1947 : Les Requins de Gibraltar d'Emile-Edwin Reinert
- 1948 : Les Frères Bouquiquant de Louis Daquin
- 1948 : Bagarres d'Henri Calef
- 1948 : Les Eaux troubles d'Henri Calef
- 1948 : La Ferme des sept péchés de Jean Devaivre
- 1949 : La Soif des hommes de Serge de Poligny
- 1950 : Casabianca de Georges Péclet
- 1950 : Justice est faite d'André Cayatte
- 1951 : Jocelyn de Jacques de Casembroot
- 1951 : Les Mousquetaires du roi de Marcel Aboulker - film resté inachevé -
- 1956 : Les Aventures de Till l'espiègle de Gérard Philipe et Joris Ivens
- 1956 : Le Théâtre national populaire de Georges Franju - court métrage, participation -
- 1960 : L'Enclos d'Armand Gatti - voix uniquement -
- 1962 : Mourir à Madrid de Frédéric Rossif - voix uniquement -
- 1969 : Des Christs par milliers de Philippe Arthuys
- 1970 : Raphaël ou le débauché de Michel Deville
- 1971 : Le Petit Matin de Jean-Gabriel Albicocco

## Théâtre

### Comédien
- 1937 : Jules César de William Shakespeare, mise en scène Charles Dullin, Théâtre de l'Atelier
- 1941 : George Dandin de Molière, mise en scène André Clavé : Monsieur de Sotenville, avec la compagnie des Comédiens de La Roulotte d'André Clavé, en tournée (Anjou, Sarthe, Mayenne)
- 1941 : La Farce des filles à marier  de Jean Vilar, avec la compagnie des Comédiens de La Roulotte d'André Clavé, en tournée (Anjou, Sarthe, Mayenne)
- 1942 : La Fontaine aux saints de John Millington Synge, mise en scène André Clavé : Martin Doul, avec la compagnie des Comédiens de La Roulotte, en tournée en Bretagne, Anjou, Sarthe, Mayenne, Morvan et au Théâtre Lancry
- 1943 : La Danse de mort d’August Strindberg, mise en scène Jean Vilar, Rue Vaneau
- 1943 : Le Malade imaginaire de Molière, mise en scène Pierre Valde, Théâtre du Temps
- 1945 : La Danse de mort d’August Strindberg, mise en scène Jean Vilar, Théâtre des Noctambules
- 1946 : Roméo et Jeannette de Jean Anouilh, mise en scène André Barsacq, théâtre de l'Atelier
- 1947 : L'Histoire de Tobie et de Sara de Paul Claudel, mise en scène Maurice Cazeneuve, 1er Festival d'Avignon : Tobie vieux
- 1947 : La Tragédie du roi Richard II de William Shakespeare, mise en scène Jean Vilar, 1er Festival d'Avignon : Richard II
- 1948 : La Mort de Danton de Georg Büchner, mise en scène Jean Vilar, Festival d'Avignon : Robespierre
- 1948 : La Tragédie du roi Richard II de William Shakespeare, mise en scène Jean Vilar, Festival d'Avignon : Richard II
- 1949 : La Tragédie du roi Richard II de William Shakespeare, mise en scène Jean Vilar, Festival d'Avignon : Richard II
- 1949 : Le Cid de Corneille, mise en scène Jean Vilar, Festival d'Avignon : Don Fernand
- 1949 : Œdipe d'André Gide, mise en scène Jean Vilar, Festival d'Avignon : Œdipe
- 1950 : Henri IV de Luigi Pirandello, mise en scène André Barsacq, Théâtre de l'Atelier : Henri IV
- 1950 : Le Cid de Corneille, mise en scène Jean Vilar, Festival d'Avignon : Don Fernand
- 1950 : Le Profanateur de Thierry Maulnier, mise en scène Jean Vilar, Festival d'Avignon : Wilfrid de Montferrat
- 1951 : La Calandria de Bernardo Dovizi da Bibbiena, mise en scène René Dupuy, Festival d'Avignon : 2e sbire
- 1951 : Le Cid de Corneille, mise en scène Jean Vilar, Festival d'Avignon, Théâtre de la Cité Jardins Suresnes : Roi
- 1951 : Le Prince de Hombourg d'Heinrich von Kleist, mise en scène Jean Vilar, Festival d'Avignon : Frédéric Guillaume
- 1951 : Le Diable et le Bon Dieu de Jean-Paul Sartre, mise en scène Louis Jouvet, Théâtre Antoine : Heinrich
- 1951 : Mère Courage de Bertolt Brecht, mise en scène Jean Vilar, Théâtre de la Cité Jardins Suresnes : l'annonceur, le Colonel, une voix
- 1952 : L'Avare de Molière, mise en scène Jean Vilar, Théâtre de Chaillot, Festival d'Avignon : Harpagon
- 1952 : Nucléa d'Henri Pichette, mise en scène Gérard Philipe & Jean Vilar, Théâtre de Chaillot : Gladior
- 1952 : Le Prince de Hombourg d'Heinrich von Kleist, mise en scène Jean Vilar, Festival d'Avignon : Frédéric Guillaume
- 1953 : Dom Juan de Molière, mise en scène Jean Vilar, Festival d'Avignon : Don Juan
- 1953 : La Tragédie du roi Richard II de William Shakespeare, mise en scène Jean Vilar, Festival d'Avignon : Richard II
- 1954 : Cinna de Corneille, mise en scène Jean Vilar, Festival d'Avignon : Auguste
- 1954 : Le Prince de Hombourg d'Heinrich von Kleist, mise en scène Jean Vilar, Festival d'Avignon : Frédéric Guillaume
- 1954 : Macbeth de William Shakespeare, mise en scène Jean Vilar, Festival d'Avignon : Macbeth
- 1955 : Dom Juan de Molière, mise en scène Jean Vilar, Festival d'Avignon : Don Juan
- 1955 : La Ville de Paul Claudel, mise en scène Jean Vilar, Festival d'Avignon : Isidore de Besme
- 1956 : Les Femmes savantes de Molière, mise en scène Jean-Paul Moulinot, Théâtre de Chaillot
- 1956 : Cinna de Corneille, mise en scène Jean Vilar, Festival d'Avignon : Auguste
- 1956 : Le Prince de Hombourg d'Heinrich von Kleist, mise en scène Jean Vilar, Festival d'Avignon : Frédéric Guillaume
- 1956 : L'Avare de Molière, mise en scène Jean Vilar, TNP : Harpagon
- 1957 : Phèdre de Racine, mise en scène Jean Vilar, TNP, Festival de Strasbourg : Théramène
- 1957 : Henri IV de Luigi Pirandello, mise en scène Jean Vilar, Festival d'Avignon, Théâtre de Chaillot : Henri IV
- 1957 : Meurtre dans la cathédrale de Thomas Stearns Eliot, mise en scène Jean Vilar, Festival d'Avignon : archevêque Thomas
- 1958 : Le Triomphe de l'amour de Marivaux, mise en scène Jean Vilar, Festival d'Avignon : Hermocrate
- 1958 : Œdipe d'André Gide, mise en scène Jean Vilar, Festival d'Avignon : Œdipe
- 1959 : Le Songe d'une nuit d'été de William Shakespeare, mise en scène Jean Vilar, Festival d'Avignon : Obéron
- 1959 : Meurtre dans la cathédrale de Thomas Stearns Eliot, mise en scène Jean Vilar, Festival d'Avignon : archevêque Thomas
- 1960 : Antigone de Sophocle, mise en scène Jean Vilar, Festival d'Avignon : Coryphée
- 1960 : La Résistible Ascension d'Arturo Ui de Bertolt Brecht, mise en scène Jean Vilar et Georges Wilson, Théâtre de Chaillot
- 1961 : Antigone de Sophocle, mise en scène Jean Vilar, Festival d'Avignon : Coryphée
- 1961 : L'Alcade de Zalamea de Pedro Calderón de la Barca, mise en scène Jean Vilar et Georges Riquier, Festival d'Avignon : Pedro Crespo
- 1961 : La Paix d'après Aristophane, mise en scène Jean Vilar, Théâtre de Chaillot : Trycée
- 1962 : L'Avare de Molière, mise en scène Jean Vilar, Théâtre de Chaillot, Festival d'Avignon : Harpagon
- 1962 : La guerre de Troie n'aura pas lieu de Jean Giraudoux, mise en scène Jean Vilar, Festival d'Avignon : Ulysse
- 1963 : L'Avare de Molière, mise en scène Jean Vilar, Festival d'Avignon : Harpagon
- 1963 : La guerre de Troie n'aura pas lieu de Jean Giraudoux, mise en scène Jean Vilar, Festival d'Avignon : Ulysse
- 1963 : Thomas More ou l'homme seul de Robert Bolt, mise en scène Jean Vilar, Festival d'Avignon : Thomas More
- 1964 : Le Dossier Oppenheimer de Jean Vilar, mise en scène Jean Vilar, Théâtre de l'Athénée : Oppenheimer
- 1966 : L'Avare de Molière, mise en scène Jean Vilar, Festival du Marais Hôtel de Rohan

### Metteur en scène

#### Années 1940
- 1941 : La Farce des filles à marier  de Jean Vilar, avec la compagnie des Comédiens de La Roulotte d'André Clavé, en tournée (Anjou, Sarthe, Mayenne)
- 1943 : La Danse de mort d’August Strindberg, Compagnie des Sept, Théâtre Vaneau
- 1943 : Orage d'August Strindberg, Compagnie des Sept, Théâtre de Poche
- 1944 : Un voyage dans la nuit de Sigurd Christansen, Compagnie des Sept, Théâtre de Poche
- 1945 : La Danse de mort d’August Strindberg, théâtre des Noctambules
- 1945 : Meurtre dans la cathédrale de Thomas Stearns Eliot, Théâtre du Vieux-Colombier
- 1945 : Les Voix de Marc Bernard, Théâtre du Vieux-Colombier
- 1946 : Le Bar du crépuscule d'Arthur Koestler, Compagnie des Sept, Théâtre Moncey
- 1946 : Les Revenants d'Henrik Ibsen, Théâtre des Noctambules
- 1947 : La Terrasse de midi de Maurice Clavel, Festival d'Avignon, 1er Festival d'Avignon
- 1947 : La Tragédie du roi Richard II de William Shakespeare, 1er Festival d'Avignon
- 1948 : La Mort de Danton de Georg Büchner, Festival d'Avignon
- 1948 : La Tragédie du roi Richard II de William Shakespeare, Festival d'Avignon
- 1948 : Shéhérazade de Jules Supervielle, Festival d'Avignon, Théâtre Édouard VII
- 1949 : La Tragédie du roi Richard II de William Shakespeare, Festival d'Avignon
- 1949 : Le Cid de Corneille, Festival d'Avignon
- 1949 : Œdipe d'André Gide, Festival d'Avignon
- 1949 : Pasiphaé d'Henry de Montherlant, Festival d'Avignon

#### Années 1950
- 1950 : L'Invasion d'Arthur Adamov, Studio des Champs-Elysées
- 1950 : Henri IV de Shakespeare, Festival d'Avignon
- 1950 : Le Cid de Corneille, Festival d'Avignon
- 1950 : Le Profanateur de Thierry Maulnier, Festival d'Avignon
- 1951 : Le Cid de Corneille, Festival d'Avignon, Théâtre de la Cité Jardins Suresnes
- 1951 : Le Prince de Hombourg d'Heinrich von Kleist, Festival d'Avignon
- 1951 : Mère Courage de Bertolt Brecht, Théâtre de la Cité Jardins Suresnes
- 1952 : Le Cid de Corneille, Théâtre des Champs-Élysées
- 1952 : Le Prince de Hombourg d'Heinrich von Kleist, théâtre des Champs-Élysées, Festival d'Avignon
- 1952 : L'Avare de Molière, Théâtre de Chaillot, Festival d'Avignon
- 1952 : Nucléa d'Henri Pichette, mise en scène avec Gérard Philipe, Théâtre de Chaillot
- 1953 : Dom Juan de Molière, Festival d'Avignon
- 1953 : La Tragédie du roi Richard II de William Shakespeare, Festival d'Avignon
- 1954 : Ruy Blas de Victor Hugo, Théâtre de Chaillot
- 1954 : Cinna de Corneille, Festival d'Avignon
- 1954 : Le Prince de Hombourg d'Heinrich von Kleist, Festival d'Avignon
- 1954 : Macbeth de William Shakespeare, Festival d'Avignon
- 1955 : Dom Juan de Molière, Festival d'Avignon
- 1955 : La Ville de Paul Claudel, Festival d'Avignon
- 1955 : Marie Tudor de Victor Hugo, Festival d'Avignon
- 1956 : Cinna de Corneille, Festival d'Avignon
- 1956 : Le Mariage de Figaro de Beaumarchais, Festival d'Avignon
- 1956 : Le Prince de Hombourg d'Heinrich von Kleist, Festival d'Avignon
- 1956 : Macbeth de William Shakespeare, Festival d'Avignon
- 1957 : Henri IV de Luigi Pirandello, Festival d'Avignon
- 1957 : Le Mariage de Figaro de Beaumarchais, Festival d'Avignon
- 1957 : Phèdre de Racine, Festival de Strasbourg
- 1957 : Meurtre dans la cathédrale de Thomas Stearns Eliot, Festival d'Avignon
- 1958 : Ubu roi d'Alfred Jarry, mise en scène Jean Vilar et Georges Wilson, Théâtre de Chaillot
- 1958 : Le Triomphe de l'amour de Marivaux, Festival d'Avignon
- 1958 : Les Caprices de Marianne d'Alfred de Musset, Festival d'Avignon
- 1958 : Marie Tudor de Victor Hugo, Festival d'Avignon
- 1958 : Œdipe d'André Gide, Festival d'Avignon
- 1959 : Le Songe d'une nuit d'été de William Shakespeare, Festival d'Avignon
- 1959 : Meurtre dans la cathédrale de Thomas Stearns Eliot, Festival d'Avignon
- 1959 : Mère Courage de Bertolt Brecht, Festival d'Avignon
- 1959 : Le Crapaud-buffle d'Armand Gatti, Théâtre Récamier

#### Années 1960
- 1960 : Antigone de Sophocle, Festival d'Avignon
- 1960 : Erik XIV d'August Strindberg, Festival d'Avignon
- 1960 : Mère Courage de Bertolt Brecht, Festival d'Avignon
- 1960 : La Bonne Âme du Se-Tchouan de Bertolt Brecht, Théâtre Récamier
- 1960 : La Résistible Ascension d'Arturo Ui de Bertolt Brecht, mise en scène avec Georges Wilson, Théâtre de Chaillot
- 1961 : Antigone de Sophocle, Festival d'Avignon
- 1961 : L'Alcade de Zalamea de Pedro Calderón de la Barca, mise en scène avec Georges Riquier, Festival d'Avignon
- 1961 : Les Rustres de Carlo Goldoni, mise en scène avec Roger Mollien, Festival d'Avignon
- 1961 : La Paix d'après Aristophane, Théâtre de Chaillot
- 1962 : L'Avare de Molière, Théâtre de Chaillot, Festival d'Avignon
- 1962 : La guerre de Troie n'aura pas lieu de Jean Giraudoux, Festival d'Avignon
- 1962 : Les Rustres de Carlo Goldoni, mise en scène avec Roger Mollien, Festival d'Avignon
- 1963 : L'Avare de Molière, Festival d'Avignon
- 1963 : La guerre de Troie n'aura pas lieu de Jean Giraudoux, Festival d'Avignon
- 1963 : Thomas More ou l'homme seul de Robert Bolt, Festival d'Avignon
- 1964 : Un banquier sans visage, chronique des temps qui changent de Walter Weideli, Grand Théâtre de Genève
- 1964 : Le Dossier Oppenheimer de Jean Vilar, Théâtre de l'Athénée
- 1965 : Le Hasard du coin du feu de Crébillon fils, Théâtre de l'Athénée
- 1966 : L'Avare de Molière, Festival du Marais Hôtel de Rohan
- 1969 : Don Carlo de Giuseppe Verdi d'après Friedrich von Schiller, Arènes de Vérone

## Textes de Jean Vilar
- De la tradition théâtrale, éd. de l’Arche, 1955, rééd. Gallimard 1963 (Idées-Littérature no 33), rééd. L’Arche, 1999.
- Chronique romanesque, éd. Grasset, 1971.
- Jean Vilar, mot pour mot, textes réunis et présentés par Jacques Téphany et Melly Touzoul, éd. Stock, 1972.
- Le Théâtre, service public et autres textes, présentation et notes d’Armand Delcamp, éd. Gallimard, 1975 (coll. Pratique du théâtre), nouvelle édition, 1986.
- Mémento (du 29 novembre 1952 au 1er septembre 1955), présentation et notes d’Armand Delcampe, éd. Gallimard, 1981 (coll. Pratique du théâtre).
- Du Tableau de service au théâtre : notes de service de Jean Vilar à sa troupe. Cahiers Théâtre Louvain, no 53, 1985, rééd. 1994.
- J’imagine mal la victoire sans toi… Lettres, notes et propos (1951-1959) de Jean Vilar et Gérard Philipe, Texte établi par Roland Monod, Association Jean Vilar, Avignon, 2004. (ISBN 2-907028-14-6)
- Vilar ou La Ligne droite, correspondance inédite de Jean Vilar avec son épouse, texte établi par Jacques Téphany, Cahiers Jean Vilar no 112 et no 113, Association Jean Vilar, Avignon, 2012.
- Dans le plus beau pays du monde, comédie en 3 actes de Jean Vilar (1941), L’avant-scène théâtre no 1323-1324, mai 2012. Texte établi par Rodolphe Fouano.
- La Farce des filles à marier, comédie en 1 acte de Jean Vilar commandée par André Clavé en 1941, L’avant-scène théâtre no 1342, mai 2013. Texte établi par Rodolphe Fouano, avec le journal de la tournée de la compagnie des Comédiens de la Roulotte, en Anjou en août / septembre 1941[22].

### Indications bibliographiques

#### Sur Jean Vilar, le TNP et le Festival d’Avignon
- Jean Vilar, Catherine Valogne, les Presses Littéraires de France, Paris, 1954.
- Avignon, 20 Ans de festival, Souvenirs et documents, Dedalus éditeur, 1967.
- Le Festival d’Avignon (1947-1968), de Catherine Arlaud ; thèse de doctorat, imp. Rullière-Libeccio, Avignon, 1969.
- Avignon, le royaume du théâtre, d'Antoine de Baecque, Découvertes Gallimard, 1996.
- Histoire du festival d’Avignon, d'Antoine de Baecque, en collaboration avec Emmanuelle Loyer, Gallimard, 2007.
- Jean Vilar, de Jean-Claude Bardot Armand Colin Éditeur, 1991.
- Gérard Philipe, de Gérard Bonal Éditions de Seuil, 1994, nouvelle éd. en 2009.
- Cahiers de l'herne Jean Vilar, témoignages et textes rares réunis sous la direction de Jacques Téphany, Éditions de L’Herne, 1995. (ISBN 2-85197-072-0)
- Cahiers Jean Vilar, analyses, études, inédits (plusieurs numéros consacrés à la mémoire de Jean Vilar et à l’actualité de sa pensée), Association Jean Vilar, Avignon, depuis 2004. (ISSN 0294-3417)
- Le T.N.P. de Vilar. Une expérience de démocratisation de la culture, de Laurent Fleury, aux Presses Universitaires de Rennes, « Res Publica », 2006.
- Jean Vilar par lui-même, Association Jean Vilar, Avignon, 1991, rééd. 2003. (ISBN 2-907028-13-8)
- Jean Vilar, théâtre et utopie, articles de Sonia Debeauvais, Armand Delcampe, Bernard Dort, Claude Roy, Louvain-la-Neuve, Cahiers Théâtre Louvain no 56-57, 1986.
- Le Festival d'Avignon, une école du spectacle, livret accompagné d’un DVD, CRDP de l’Académie d’Aix-Marseille, 2006.
- Le TNP de Jean Vilar, de Guy Leclerc, Union générale d’éditions, 1971 (10-18).
- Le Théâtre citoyen de Jean Vilar, une utopie d’après-guerre, d'Emmanuelle Loyer, Presses universitaires de France, 1997.
- Avignon en festivals ou les utopies nécessaires, de Paul Puaux Hachette, 1983.
- Paul Puaux, l'Homme des fidèles, album élaboré par Melly Puaux et Yolaine Goustiaux, Association Jean Vilar, Avignon, 1999. (ISBN 2-907028-09-X)
- Complicités avec Jean Vilar et Antoine Vitez, de Jack Ralite, préface de Maurice Béjart, Éd. Tirésias, 1996.
- Reconnaissance à Jean Vilar, témoignages, Avignon, Association Jean Vilar, 2001.
- Jean Vilar, de Claude Roy, Seghers, 1968 (coll. Théâtre de tous les temps), réédition augmentée, Calmann-Lévy, 1987.
- Gérard Philipe, de Claude Roy. Souvenirs et témoignages. En collaboration avec Anne Philipe, NRF, 1969.
- Le TNP et nous, de Marie-Thérèse Serrière Librairie José Corti, 1959.
- Jean Vilar, qui êtes-vous ?, d'Alfred Simon, La Manufacture, 1987, réédition sous le titre : Jean Vilar, éd. La Renaissance du livre, 2001.
- Volponi (Edmond), Alors, camarade Vilar… P.S.P., Avignon, 1987.
- Wehle (Philippa), Le Théâtre populaire selon Jean Vilar, Éd. Barthélémy et Actes-Sud, Avignon, 1981.
- Georges Wilson, travail de troupe, (1950-2000), Association Jean Vilar, Avignon, 2001.
- La naissance des politiques culturelles et les rencontres d'Avignon, sous la présidence de Jean Vilar (1964-1970), présenté par Philippe Poirrier, Comité d'histoire du ministère de la Culture et des institutions culturelles, La Documentation française, 2012 (rééd.).
- Je suis… Jean Vilar (préface de Christian Schiaretti), Banton Jacqueline, Jacques André éditeur, 2016, 96 p.  (ISBN 978-2-7570-0358-9)

#### Sur l'aventure du théâtre populaire
- Bataillon (Michel), Un défi en province, Planchon, 2 vol. Marval.
- Copeau (Jacques), Le Théâtre populaire, Paris, Presses universitaires de France, 1941.
- Denizot (Marion), Théâtre populaire et représentations du peuple, Rennes, Presses Universitaires de Rennes, 2010.
- Dort (Bernard), Théâtre réel. Essais de critique, Seuil, 1971.
- Faivre-Zellner (Catherine), Firmin Gémier : héraut du théâtre populaire, Rennes, Presses Universitaires de Rennes, 2006.
- Gémier (Firmin), Théâtre populaire. Acte I, Catherine Faivre-Zellner (dir.), Lausanne, L’Âge d’Homme, 2006.
- Les Vosges. Au pays de Maurice Pottecher, par Pierre Chan, Anne Hauttecœur, Pierre Pelot, Pierre Voltz, Casterman, 1995.
- Loyer (Emmanuelle), Familles de scènes en liberté, Avignon, Association Jean Vilar, 1998.
- Maurice Pottecher, l'aventure du théâtre populaire, parcours proposé par Catherine Foki et Marie-José Pottecher-Onderet, Metz, Éditions Serpenoise, 1990.
- Ory (Pascal), Théâtre citoyen. Du Théâtre du Peuple au Théâtre du Soleil, Association Jean Vilar, Avignon, 1995.
- Francine Galliard-Risler, André Clavé : Théâtre et Résistance – Utopies et Réalités, A.A.A.C., Paris, 1998
- Pottecher (Maurice), Le Théâtre du peuple de Bussang (Vosges). Son origine, son développement, son but exposés par son fondateur, Paris, Librairie P.-V. Stock, 1913.
- Pottecher (Maurice), Renaissance et destinée du théâtre populaire, Paris, Ollendorff, 1899.
- Rolland (Romain), Le Théâtre du peuple, 1903, rééd. sous la dir. De Chantal Meyer-Plantureux, Bruxelles, Éditions Complexe, 2003.

### Liens externes

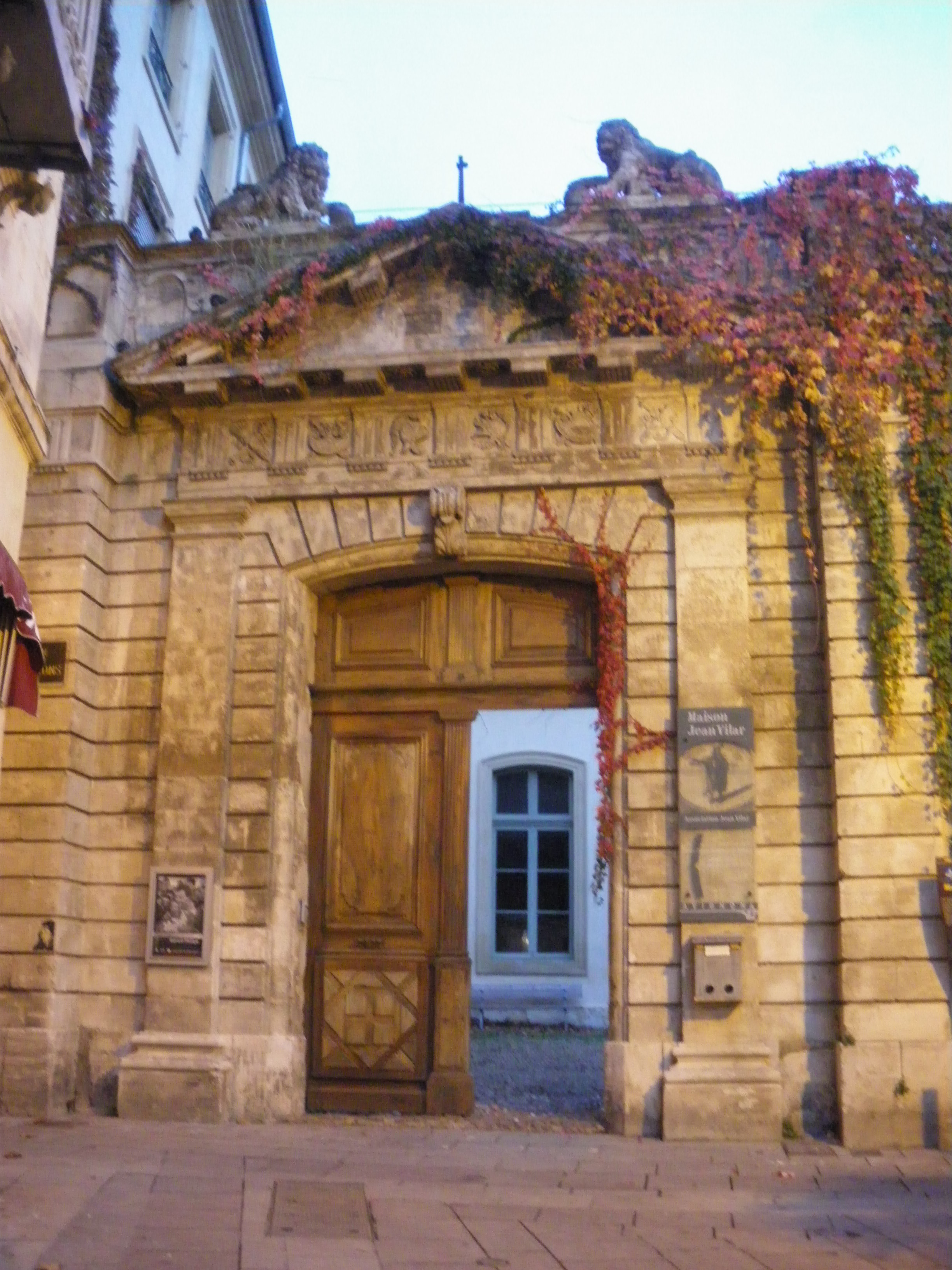
Maison Jean-Vilar à Avignon.

#### Bases de données et dictionnaires
- Ressources relatives à l'audiovisuel :   - AllMovie
  - Allociné
  - Filmportal
  - Filmweb.pl
  - IMDb
- Ressources relatives au spectacle :   - Archives suisses des arts de la scène
  - Les Archives du spectacle
  - Encyclopédie du théâtre polonais
  - Internet Broadway Database
- Ressources relatives à la musique :   - Discogs
  - MusicBrainz
- Ressource relative aux beaux-arts :   - Académie des arts de Berlin
- Ressource relative à plusieurs domaines :   - Radio France
- Ressource relative à la vie publique :   - Maitron
- Ressource relative à la recherche :   - Isidore
- Notices dans des dictionnaires ou encyclopédies généralistes :   - Britannica
  - Brockhaus
  - Den Store Danske Encyklopædi
  - Deutsche Biographie
  - Enciclopedia De Agostini
  - Gran Enciclopèdia Catalana
  - Hrvatska Enciklopedija
  - Internetowa encyklopedia PWN
  - Nationalencyklopedin
  - Munzinger
  - Store norske leksikon
  - Treccani
  - Universalis
  - Visuotinė lietuvių enciklopedija
- Notices d'autorité :   - VIAF
  - ISNI
  - BnF (données)
  - Archives nationales (France)
  - IdRef
  - LCCN
  - GND
  - Italie
  - Japon
  - CiNii
  - Espagne
  - Belgique
  - Pays-Bas
  - Pologne
  - Israël
  - NUKAT
  - Norvège
  - Tchéquie